# Цзяньвэнь
Цзяньвэнь (кит. упр. 建文, пиньинь Jiànwén, палл. Цзяньвэнь; 5 декабря 1377 — 13 июля 1402) — второй император Китая династии Мин c 24 июня 1398 до своей смерти в 1402 году. Личное имя Чжу Юньвэнь (朱 允炆 Yŭnwén), храмовое имя не было присвоено, посмертное имя Хуэй-ди (惠帝), полное имя Гунмин Хуэйди (恭閔惠皇帝).
В 1644 году Фу-ван (福王), объявивший себя минским императором после поражения маньчжурам, даровал Юньвэню храмовое имя Хуэй-цзун Huizong (惠宗), это имя однако почти не упоминается в исторических сочинениях. Короткое посмертное имя (Гунмин Хуэйди) было утверждено в 1736 году императором Айсиньгиоро Хунли. До этого в 1644 году Фу-ван даровал ему посмертное имя Жан-хуанди (讓皇帝), полное посмертное имя пишется Император Сытянь Чжандао Чэнъи Юаньгун Гуаньвэнь Янъу Кэжэнь Дусяо Жан (嗣天章道誠懿淵功觀文揚武克仁篤孝讓皇帝).

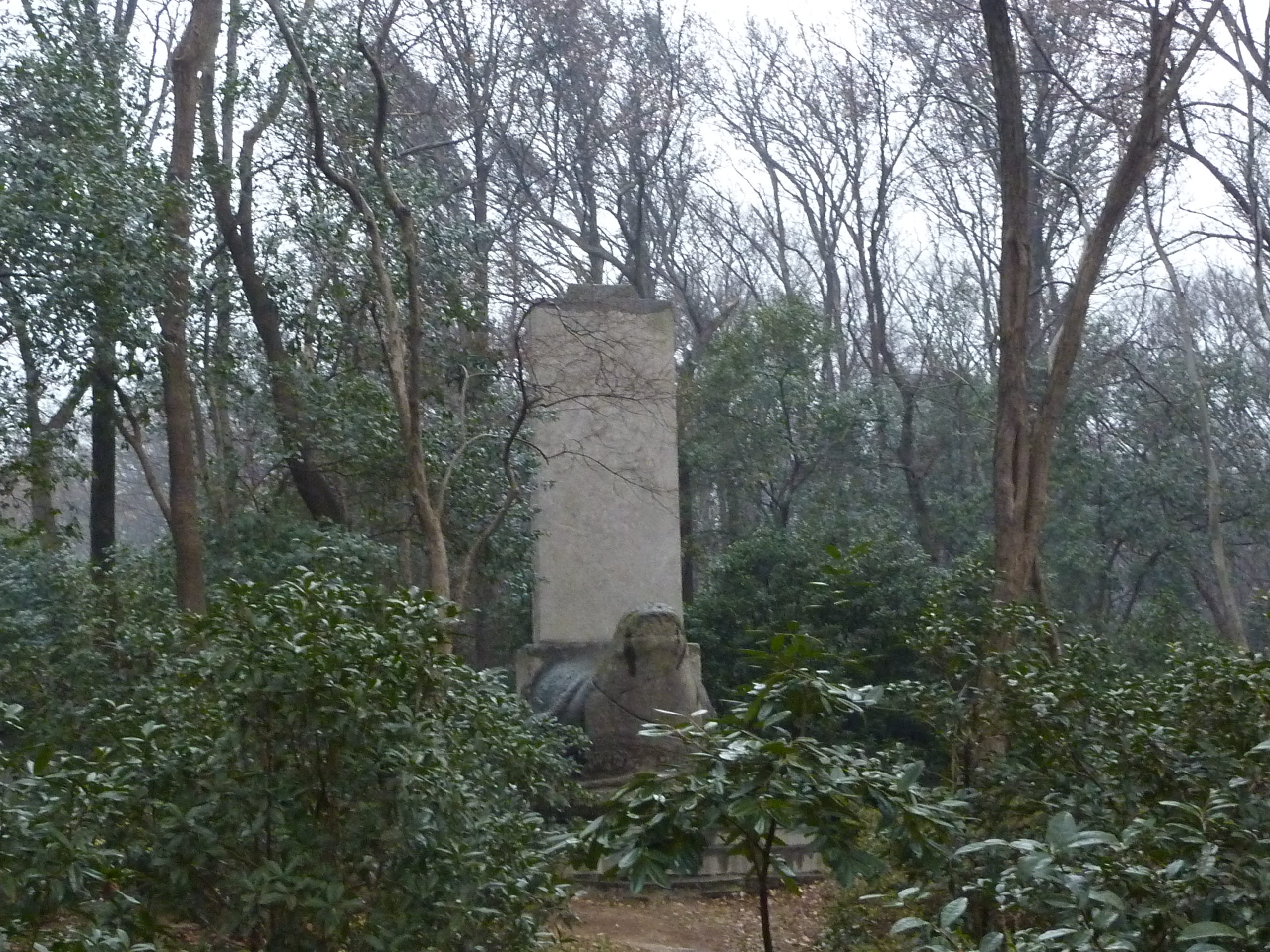
Незаконченная мемориальная черепаха и стела без текста, найденные в овраге у мавзолея Сяолин — возможно, остатки незавершённого проекта эры Цзяньвэнь.

Его отцом был наследный принц Цзинь, или Чжу Бяо (朱標; 1355—1392), отцом которого был первый минский император Чжу Юаньчжан. Наследник Чжу Бяо преждевременно умер в 1392 году, и Юньвэнь, внук императора, стал наследником престола. Младший брат Чжу Бяо — Янь-ван Чжу Ди — не стал престолонаследником, его отношения с Юньвэнем стали враждебными.
В июне 1398 года после смерти своего деда Чжу Юаньчжана Чжу Юньвэнь занял императорский трон в возрасте 16 лет и правил, следуя советам конфуцианских учёных.
Юньвэнь, вступив на престол, объявил эру Цзяньвэнь — и в литературе стал называться по имени эры. Когда он стал императором, его конфликт с Чжу Ди усилился. Чжу Ди был крупным военачальником и со значительной армией стоял в Пекине и вёл борьбу против монголов. Чжу Юньвэнь не допустил его даже на похороны и на поклонение могиле Чжу Юаньчжана.
Попытки императора поставить во главе войск новых генералов и ослабить Чжу Ди привели к недовольству последнего, и он поднял мятеж.
Чжу Ди был популярен среди генералов. Его поддерживало население, он привлёк на свою сторону также монгольские войска. Против Чжу Ди выступил генерал Ли Цзинлун, но потерпел несколько поражений. 15 января 1402 года Чжу Ди решил начать поход на Нанкин, когда его войско подошло к городу, Ли Цзинлун в страхе открыл городские ворота, началась паника, императорский дворец загорелся, и Чжу Юньвэнь со своей женой предположительно погибли в огне.
Став императором, Чжу Ди стал в 1402 году жёстко вырезать всех сторонников Юньвэня, вычёркивая отовсюду его имя, и меняя в записях годы правления на продолжение эры Хунъу. Четыре учёных мужа, главные советники Юньвэня, были жестоко казнены. Чжу Юньвэнь не получил никакого храмового имени.
Тело Чжу Юньвэня не было найдено, и версия о его гибели при пожаре, хотя и вероятна, не получила подтверждения. В народе ходили слухи, что ему удалось бежать и он нашёл прибежище в буддийском монастыре.